# Église Saint-Maur-et-Sainte-Catherine de Celsoy
L'église Saint-Maur-et-Sainte-Catherine est une église  située sur le territoire de la commune de Celsoy, dans le département français de la Haute-Marne et la région Grand Est.

## Historique
L'église est classée aux monuments historiques sur la liste de 1909.

## Architecture
Construite avec une nef unique et quatre travées, elle a un chevet plat.